# Чјормоз
Чјормоз (рус. Чёрмоз) град је у Русији у Пермском крају.

## Становништво
| 1939.  | 1959.  | 1970. | 1979. | 1989. | 2002. | 2010. |
| ------ | ------ | ----- | ----- | ----- | ----- | ----- |
| 11,771 | 11.613 | 8.681 | 6.772 | 5.907 | 4.376 | 3.861 |